# Fundação Ruben Berta
A Fundação Ruben Berta (FRB) é uma entidade filantrópica brasileira detentora da holding FRB-Par Investimentos, controladora do Varig, hoje composto pelas empresas Flex Linhas Aéreas (Velha Varig), Rio Sul Linhas Aéreas, Nordeste Linhas Aéreas, a Rede Tropical Hotels & Resorts Brasil e a Serviços Auxiliares de Transportes Aéreos, empresa de handling e atividades de apoio à aviação comercial.
Além de várias institições do grupo que fazem ações humanitárias e participações acionárias minoritárias na Nova Varig, na VarigLog, antiga subsidiária cargueira da Varig e na Varig Engenharia e Manutenção, antiga empresa de manutenção de aviões e equipamentos do grupo, hoje pertencente à TAP Portugal. Seus principais escritórios estão localizados nas cidades de Porto Alegre, Rio de Janeiro e São Paulo.
Foi idealizada por Ruben Berta, em 1945, que organizou a passagem do controle da Varig para esta fundação, inicialmente chamada de Fundação dos Funcionários da Varig. Seu objetivo era prover benefícios médicos e assistenciais a esses funcionários com o resultado das empresas controladas. Para isso, montou uma estrutura de serviços nas três cidades-sede, com grandes centros de atendimento médico e de assistência social, além de restaurantes para alimentação dos funcionários do Grupo. Também manteve, durante alguns anos, serviços médico e social em Salvador, Recife, Brasília e Manaus.
A estrutura de administração da fundação era a seguinte: pilotos, mecânicos de voo, comissários ou funcionários administrativos com mais de dez anos de serviço nas empresas relacionadas no estatuto da fundação, podiam ser eleitos para o Colégio Deliberante, escolhidos por outros membros do próprio colégio. Este órgão, que poderia ter até 1% do total de funcionários da empresas, também elegia o Presidente da Fundação - que acumulava o cargo com a presidência da Varig. A partir da década de 1990, um conselho de sete curadores passou a escolher o presidente da Varig, e no final da década, com uma reorganização societária, passou a compor o conselho de administração da FRB-Par, holding do grupo de empresas.